# قائمة زملاء الجمعية الملكية المنتخبين في 1773
هذه الصفحة تعرض قائمة زملاء الجمعية الملكية المُنتخبين لعام 1773.

## الزملاء
- William Benson Earle [الإنجليزية]‏
- إدوارد بانكروفت
- Ashton Lever [الإنجليزية]‏
- جون أندري دوليك
- Patrick Brydone [الإنجليزية]‏
- Sir Thomas Frankland, 6th Baronet [الإنجليزية]‏
- John Lind (barrister) [الإنجليزية]‏
- John Ives [الإنجليزية]‏
- Thomas Dummer [الإنجليزية]‏
- Sir Lucius O'Brien, 3rd Baronet [الإنجليزية]‏
- إرميا ديكسون
- Sir John Smith, 1st Baronet [الإنجليزية]‏
- Francis Osborne, 5th Duke of Leeds [الإنجليزية]‏
- Heneage Finch, 4th Earl of Aylesford [الإنجليزية]‏
- Sir Watkin Williams-Wynn, 4th Baronet [الإنجليزية]‏
- John Yorke (1728–1801) [الإنجليزية]‏
- Richard Blyke [الإنجليزية]‏
- جان باتيست لوروا
- Thomas Butterworth Bayley [الإنجليزية]‏
- Peter Livius [الإنجليزية]‏
- Charles Burney [الإنجليزية]‏
- ألكسندر غاردن
- جون كوكلي ليتسوم